# Jagdschloss Langreith

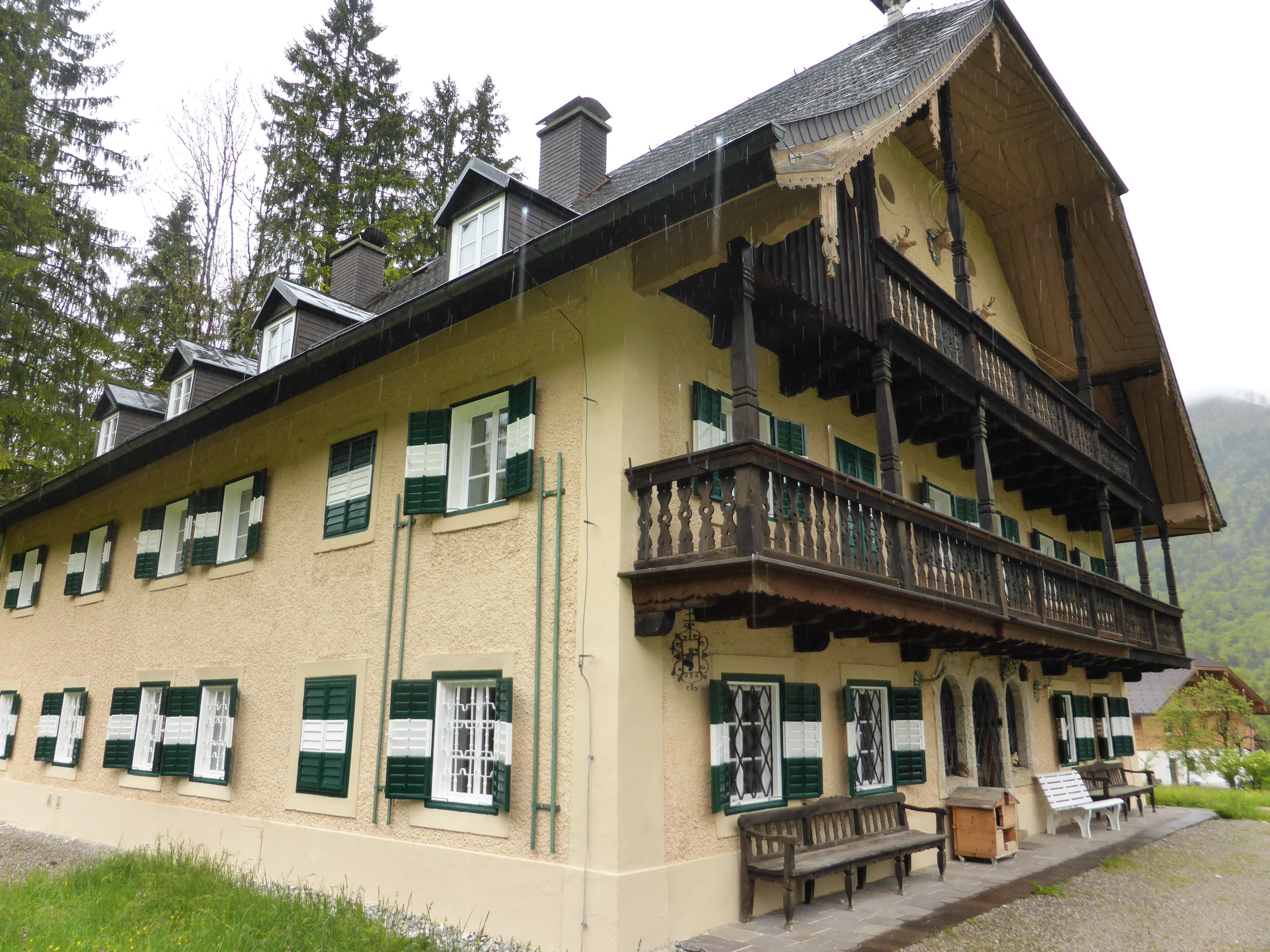
Jagdschloss Langreith

Das Jagdschloss Langreith liegt in der Gemeinde Hintersee im Bezirk Salzburg-Umgebung des Landes Salzburg (Hintersee 16).

## Geschichte
Das Jagdschloss geht auf das Herrenhaus am Hintersee zurück, für das der Amann des Tanner Amtes bei jedem Aufenthalt des Erzbischofs zur Jagd in Fuschl und in Hintersee das Bettgewand herzurichten hatte. Dieses Herrenhaus muss spätestens im 15. Jahrhundert entstanden sein, da es im Bauernkrieg 1525/26 niedergebrannt wurde. Die Gerichtsleute des Pfleggerichts Wartenfels mussten 1528 zusagen, das Herrenhaus im Hynndersee wieder aufzubauen, und sie mussten dafür dem Erzbischof Matthäus Lang Bürgen stellen. 1556 wurden Herrenhaus, Kasten und Kuchl neu eingedeckt. 1617 wurde an den Erzbischof Markus Sittikus berichtet, dass der Bau schadhaft sei und das Dach umgedeckt werden müsste. 1657 zogen der Wild- und Fischhüter aus und das Haus stand leer. 1659 wurde das Dach repariert, Fenster und Öfen waren aber zerbrochen, dennoch konnte das Haus für Jagden verwendet werden. 1691 wird von Reparaturarbeiten gesprochen. 1694 wurde in der nebenstehenden Herrenkuchel eine Wohnung für den Jäger und die Jägerknechte eingerichtet, 1699 wurden zu dem Kuhstall noch ein Ross- und Pferdestall erbaut. 1705 wurde das Dach repariert und 1724 durfte der pensionierte Jäger in das Herrenhaus einziehen. 1741 mussten die Gewölbe im Erdgeschoß und Vorhaus abgebrochen werden, dabei kamen auch die rußgeschwärzten Mauern aus der Bauernkriegszeit zum Vorschein.
Hofbaumeister Wolfgang Hagenauer schlug 1762 dem Pfleger Gottfried Ludwig von Moll vor, das alte Haus ganz abzubrechen und neu aufzubauen. Nach den damaligen Plänen wurde ein zweigeschoßiges Gebäude mit zwei Ochsenaugen im Dachgeschoß geplant, zudem ein Kuhstall und eine Treschtenn. Das Gebäude diente als Wohnung für den Jäger. In der Zeit als Salzburg ein Kurfürstentum war (1803–1806), gehörte Langreith dem Ferdinand III. von Habsburg-Toskana. Nach dem Anschluss des Landes Salzburg an Österreich ging das bislang von der Hofkammer verwaltete Gebäude 1816 in den k.k. Ärar über. Im Jahr 1928 erwarb es Franz Anton Graf Nostitz-Rieneck. Nach seinem Ableben ging Langreith in den Besitz seiner Witwe Elisabeth von Nostitz-Rieneck über, die es in den Sommermonaten bewohnte.

## Jagdschloss Langreith heute
Heute steht hier ein repräsentativer Bau, der noch Elemente des Hagenauer Entwurfs erkennen lässt. Das Gebäude ist zweigeschoßig und an der Frontseite mit Ochsenaugen im Dachgeschoß versehen. Im Unterschied zu dem Entwurf von 1762 sind aber nicht nur vier, sondern sechs Fensterachsen vorhanden. Im Erdgeschoß ist eine rundbogige Tür mit zwei ebensolchen Fenstern vorhanden, während früher eine rechteckige Tür geplant war. Die Seitenansicht zeigt fünf Fensterachsen und Giebelgauben im Dachgeschoß. Zu dem Anwesen gehören zwei Nebengebäude.
Das Anwesen ist in Privatbesitz und kann nicht besichtigt werden.